# Einsiedeln
Einsiedeln (im höchstalemannischen Ortsdialekt Äinsidlä [ˈæɪnˌsɪdlæ], in der näheren und weiteren Umgebung dialektal auch Äisele, Näisele, Äisidle, Näisidle, Äisigle [ˈæɪsələ ˈnæɪsələ ˈæɪˌsɪdlə ˈnæɪˌsɪdlə ˈæɪˌsɪglə], rätoromanisch Nossadunaunⓘ) ist eine politische Gemeinde im Schweizer Kanton Schwyz. Sie ist Hauptort des gleichnamigen Bezirks.
Bekannt ist Einsiedeln durch das Kloster Einsiedeln, den bedeutendsten Barockbau der Schweiz mit der Gnadenkapelle und einer Figur der Schwarzen Madonna, die unter Katholiken grosses Ansehen geniesst. Das Kloster ist Etappenort des Jakobsweges.

## Geographie
Die Gemeinde Einsiedeln setzt sich aus dem Dorf Einsiedeln und den sechs Ortschaften (Vierteln) Bennau, Egg, Willerzell, Euthal, Gross und Trachslau zusammen. Die Ortschaft Biberbrugg teilt sich Einsiedeln mit der Gemeinde Feusisberg.
Der Ort Einsiedeln selber, der meistbesuchte Wallfahrtsort der Schweiz, liegt südlich des Zürichsees auf einer Hochebene (ca. 880 m ü. M.).

### Klima
Für die Normalperiode 1991–2020 betrug die Jahresmitteltemperatur 7,2 °C, wobei im Januar mit −1,5 °C die kältesten und im Juli mit 16,2 °C die wärmsten Monatsmitteltemperaturen gemessen wurden. Im Mittel sind hier rund 125 Frosttage und 32 Eistage zu erwarten. Sommertage gibt es im Jahresmittel rund 16, während im Schnitt in zwei von drei Jahren ein Hitzetag zu verzeichnen ist. Die Messstation von MeteoSchweiz liegt auf einer Höhe von 911 m ü. M.
|                        | Jan  | Feb  | Mär  | Apr  | Mai  | Jun  | Jul  | Aug  | Sep  | Okt  | Nov  | Dez  |   |       |
| Mittl. Temperatur (°C) | −1,5 | −1,1 | 2,6  | 6,6  | 10,8 | 14,4 | 16,2 | 16,0 | 11,9 | 7,9  | 2,9  | −0,4 | ⌀ | 7,2   |
| Mittl. Tagesmax. (°C)  | 2,3  | 3,3  | 7,1  | 11,2 | 15,4 | 19,0 | 21,0 | 20,6 | 16,1 | 12,2 | 6,8  | 3,1  | ⌀ | 11,6  |
| Mittl. Tagesmin. (°C)  | −5,3 | −5,3 | −1,8 | 1,8  | 6,0  | 9,7  | 11,6 | 11,4 | 7,7  | 4,1  | −0,6 | −4,0 | ⌀ | 3     |
|                        |      |      |      |      |      |      |      |      |      |      |      |      |   |       |
| Niederschlag (mm)      | 99   | 100  | 122  | 117  | 176  | 186  | 196  | 193  | 144  | 115  | 115  | 128  | Σ | 1691  |
|                        |      |      |      |      |      |      |      |      |      |      |      |      |   |       |
| Regentage (d)          | 12,1 | 11,2 | 13,3 | 12,1 | 14,5 | 14,8 | 14,3 | 13,1 | 11,6 | 10,7 | 11,5 | 13,3 | Σ | 152,5 |
|                        |      |      |      |      |      |      |      |      |      |      |      |      |   |       |
| Luftfeuchtigkeit (%)   | 85   | 82   | 80   | 76   | 78   | 77   | 76   | 78   | 83   | 84   | 86   | 86   | ⌀ | 80,9  |

| −5,3 |

| −5,3 |

| −1,8 |

| 1,8 |

| 6,0 |

| 9,7 |

| 11,6 |

| 11,4 |

| 7,7 |

| 4,1 |

| −0,6 |

| −4,0 |

| −5,3 |

| −5,3 |

| −1,8 |

| 1,8 |

| 6,0 |

| 9,7 |

| 11,6 |

| 11,4 |

| 7,7 |

| 4,1 |

| −0,6 |

| −4,0 |

## Bevölkerung
| Einsiedler Bevölkerung nach Religion/Konfession – 1. Jan. 2013 | Einsiedler Bevölkerung nach Religion/Konfession – 1. Jan. 2013 | Einsiedler Bevölkerung nach Religion/Konfession – 1. Jan. 2013 | Einsiedler Bevölkerung nach Religion/Konfession – 1. Jan. 2013 | Einsiedler Bevölkerung nach Religion/Konfession – 1. Jan. 2013 |
| -------------------------------------------------------------- | -------------------------------------------------------------- | -------------------------------------------------------------- | -------------------------------------------------------------- | -------------------------------------------------------------- |
|                                                                |                                                                |                                                                |                                                                |                                                                |
| römisch-katholisch                                             | römisch-katholisch                                             |                                                                | 71,68 %                                                        | 71,68 %                                                        |
| evangelisch-reformiert                                         | evangelisch-reformiert                                         |                                                                | 10,33 %                                                        | 10,33 %                                                        |
| christlich-orthodox                                            | christlich-orthodox                                            |                                                                | 2,23 %                                                         | 2,23 %                                                         |
| muslimisch                                                     | muslimisch                                                     |                                                                | 3,35 %                                                         | 3,35 %                                                         |
| hinduistisch                                                   | hinduistisch                                                   |                                                                | 0,62 %                                                         | 0,62 %                                                         |
| andere Religion/christl. Konfession                            | andere Religion/christl. Konfession                            |                                                                | 1,42 %                                                         | 1,42 %                                                         |
| keine Angabe oder konfessionslos                               | keine Angabe oder konfessionslos                               |                                                                | 10,36 %                                                        | 10,36 %                                                        |
|                                                                |                                                                |                                                                |                                                                |                                                                |

Einsiedeln ist die zweitgrösste Gemeinde im Kanton Schwyz. Am 10. Januar 2017 zählte die Gemeinde 15'033 Einwohner (12'997 Schweizer, 2'249 Ausländer – Ausländeranteil: 14,96 %). Im Dorf Einsiedeln wohnten 9'540 Personen, im Viertel Gross 1'356 Personen, in Trachslau 1'196, in Bennau 1'074, in Willerzell 941, in Euthal 603 und in Egg 527 Personen.
Zwischen 2010 und 2013 wuchs die Bevölkerung um 3,4 %. Im Jahr 2013 waren 21,5 % der Bevölkerung zwischen 0 und 19 Jahren alt, 61,5 % waren zwischen 20 und 64 Jahren alt, und 17,0 % waren 65 Jahre oder älter.
Einsiedeln ist bis heute stark katholisch geprägt. Bis vor wenigen Jahrzehnten war beinahe die gesamte Einwohnerschaft römisch-katholisch. Vor allem die starke Zuwanderung aus anderen Schweizer Kantonen und dem Ausland hat in Einsiedeln zu einem raschen Anstieg von anderen Bekenntnisgruppen geführt.

## Geschichte

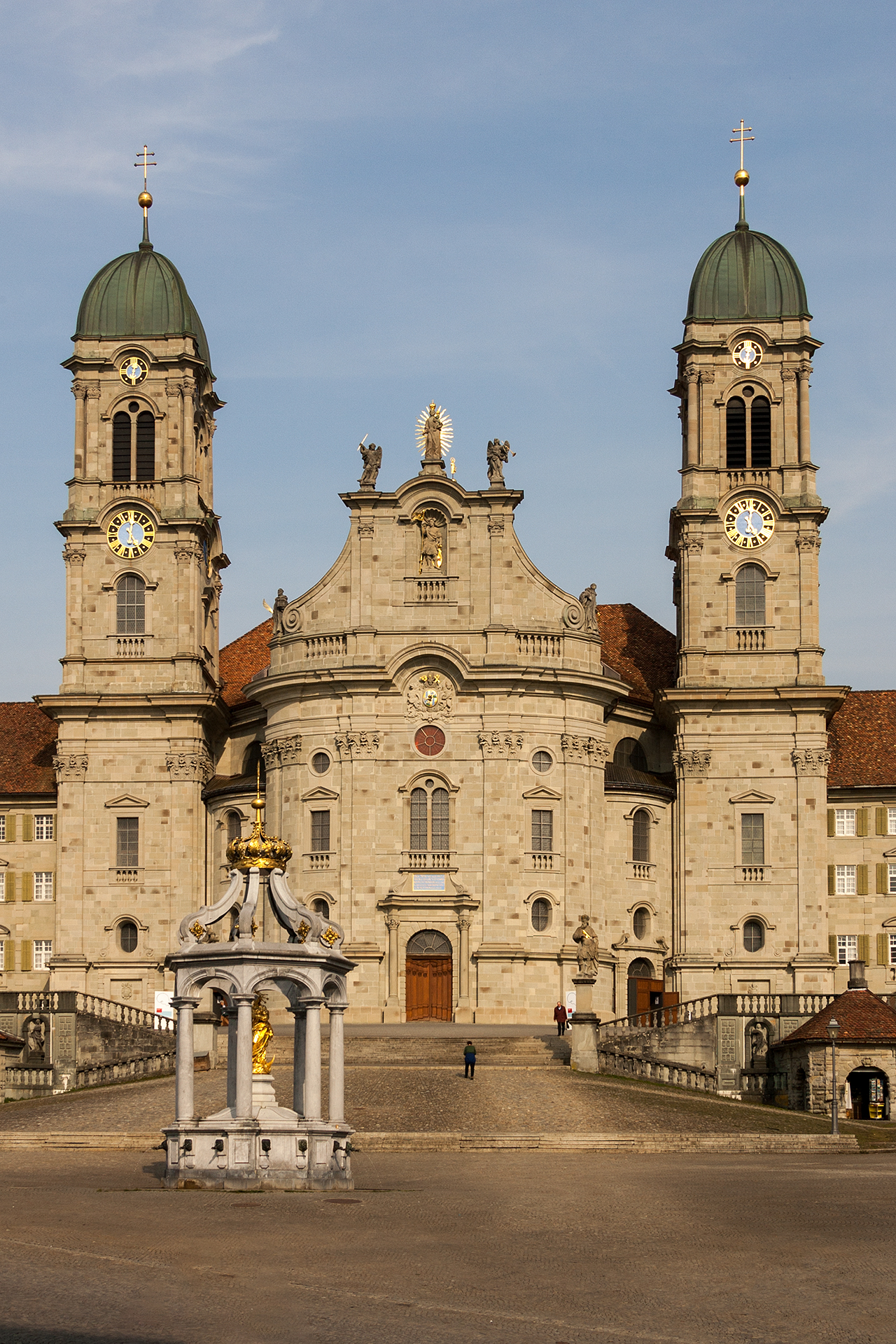
Kloster Einsiedeln
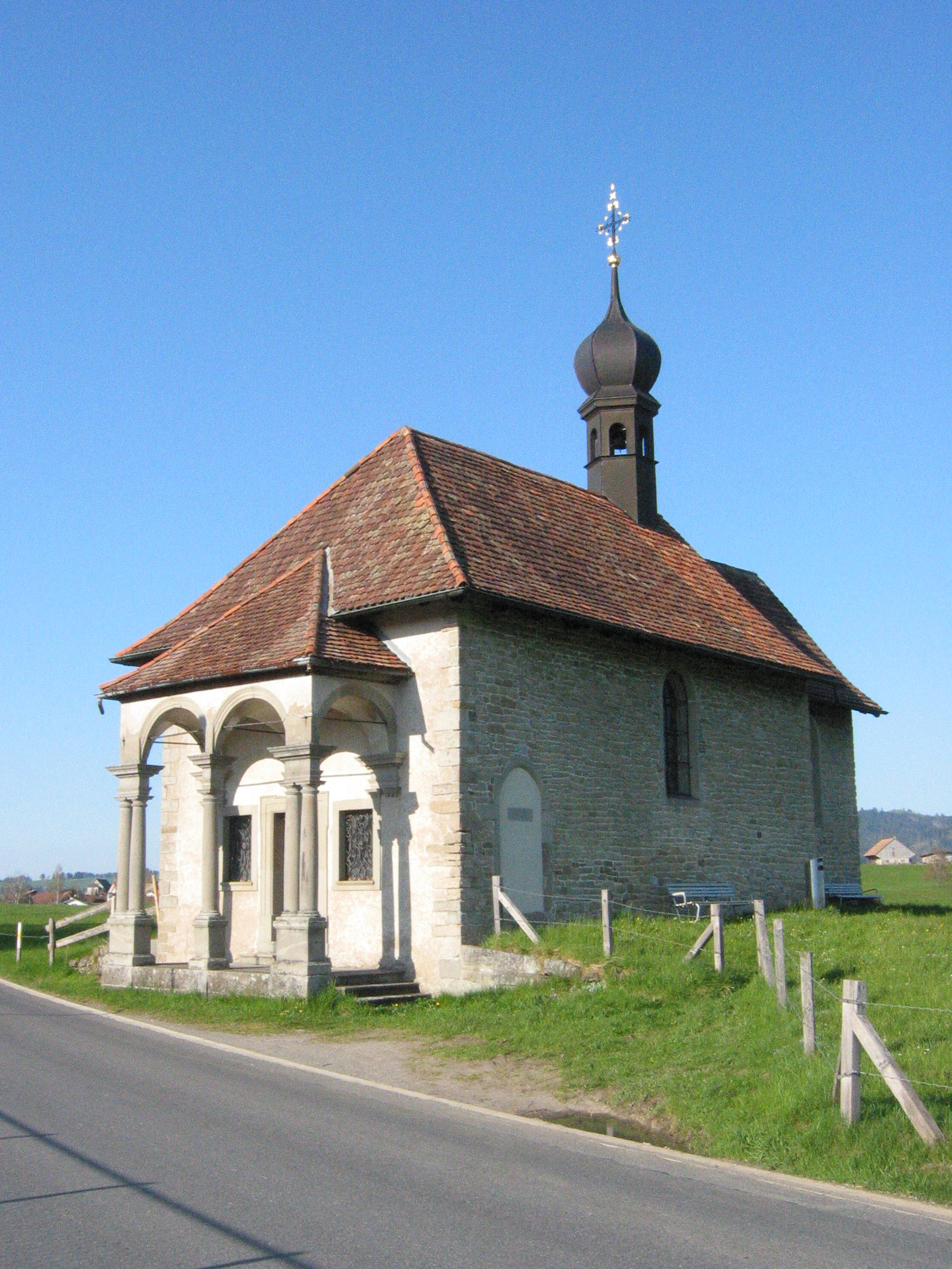
St. Gangulfskapelle
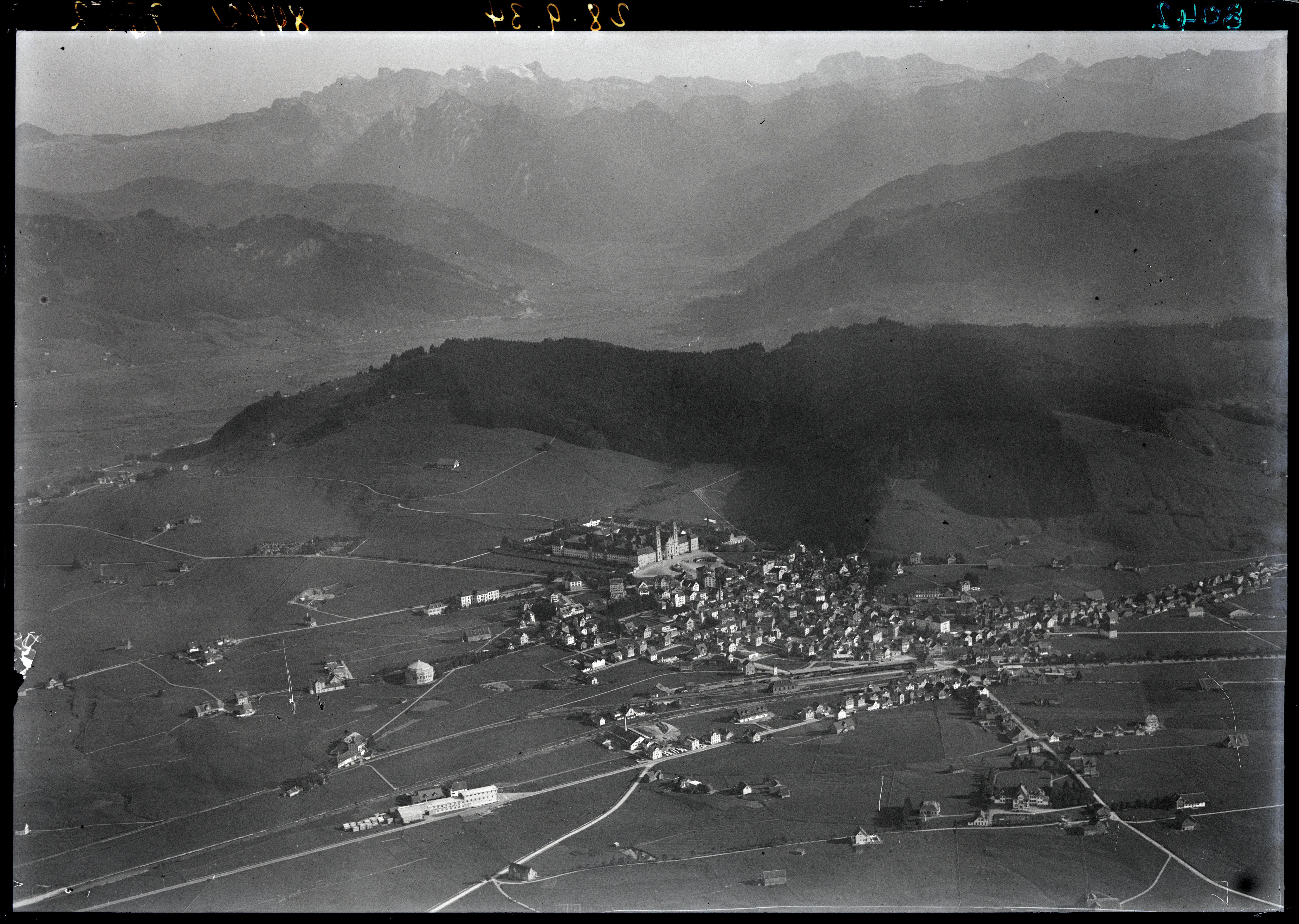
Einsiedeln (noch ohne Sihlsee), historisches Luftbild vom 28. September 1934, aufgenommen von Walter Mittelholzer
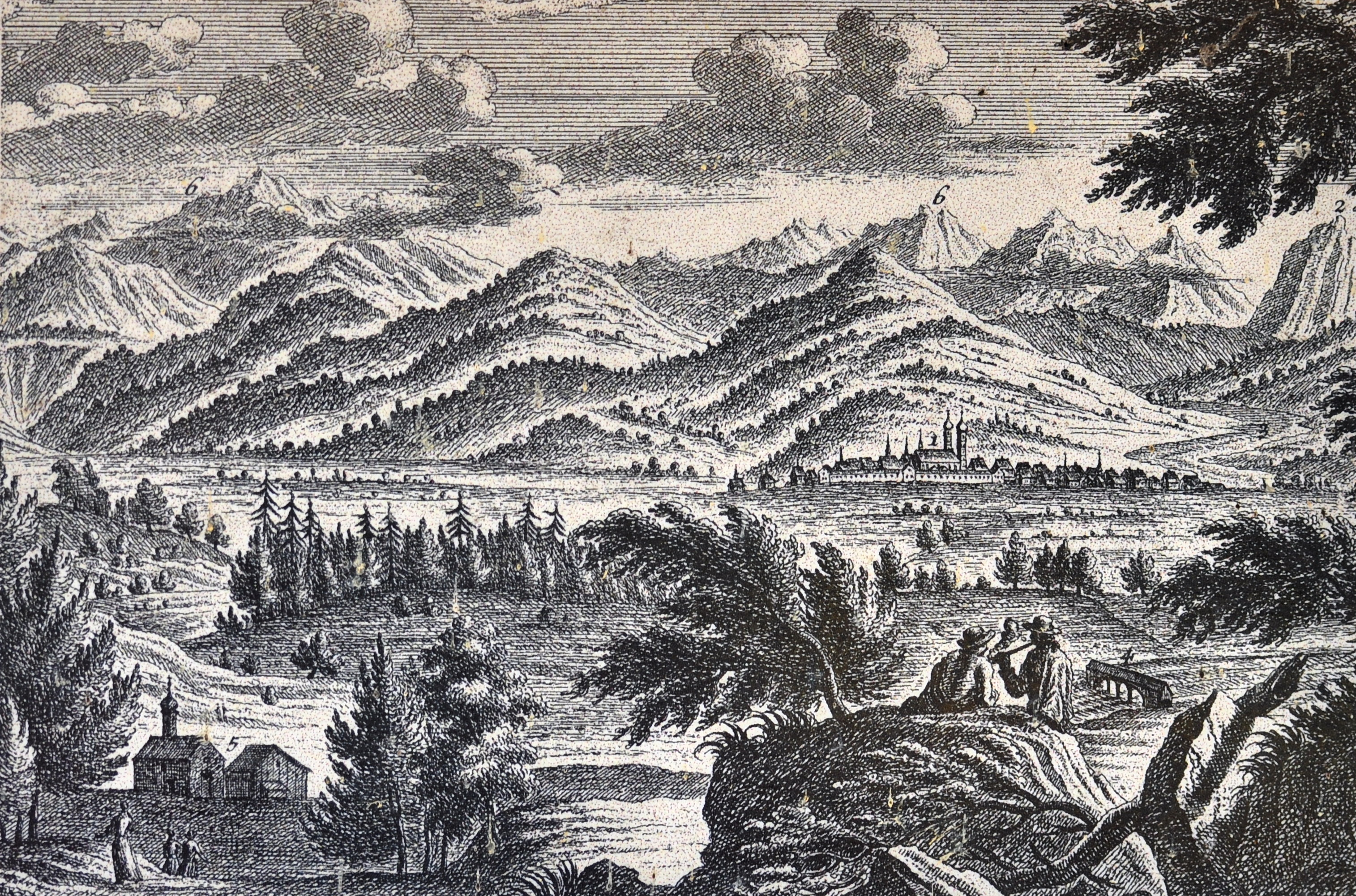
Der Jakobsweg über den Etzelpass nach Einsiedeln auf einer historischen Abbildung
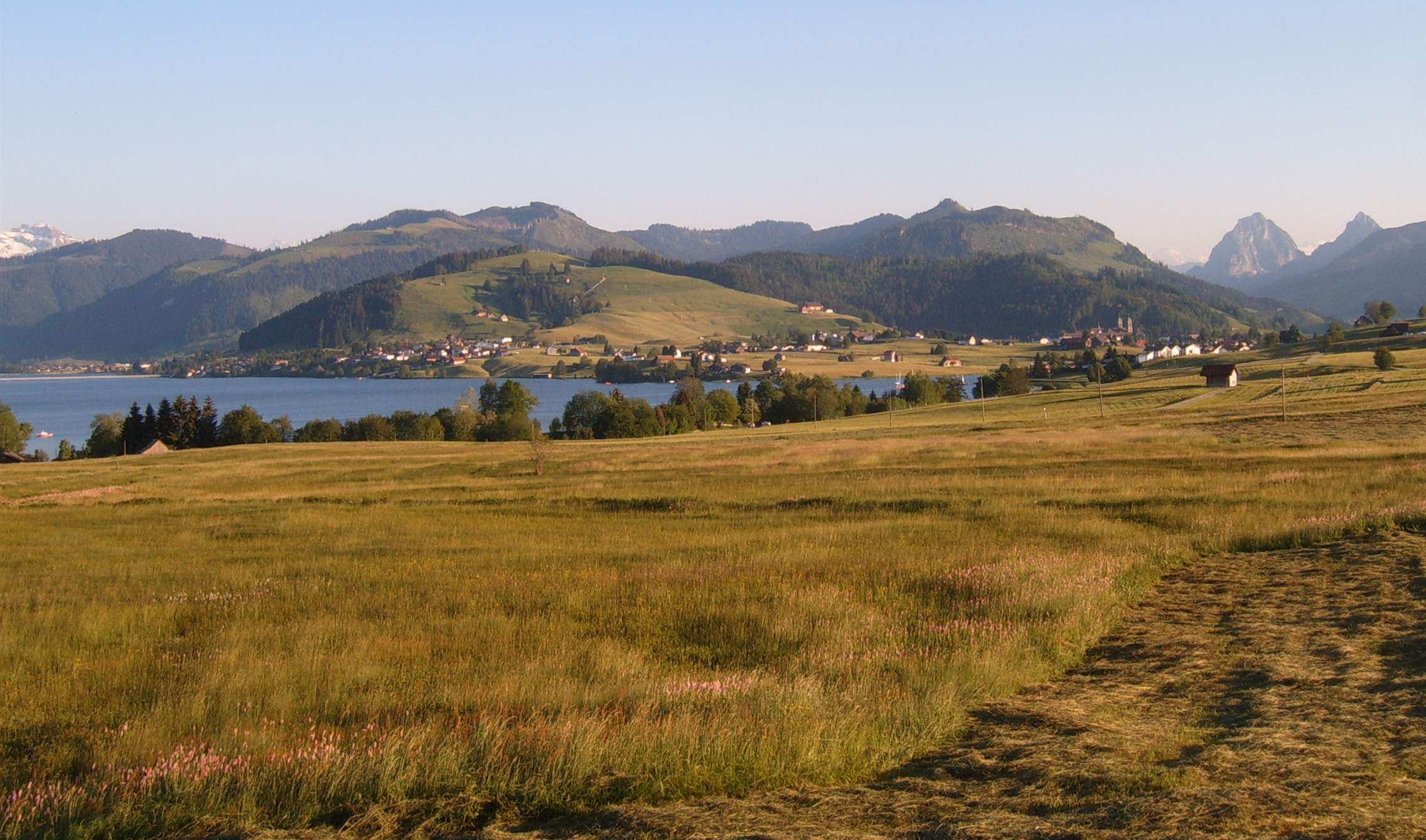
Riedlandschaft am Nordufer des Sihlsees, im Hintergrund Birchli am Fusse des Friherrenbergs, rechts Kloster Einsiedeln und Mythen
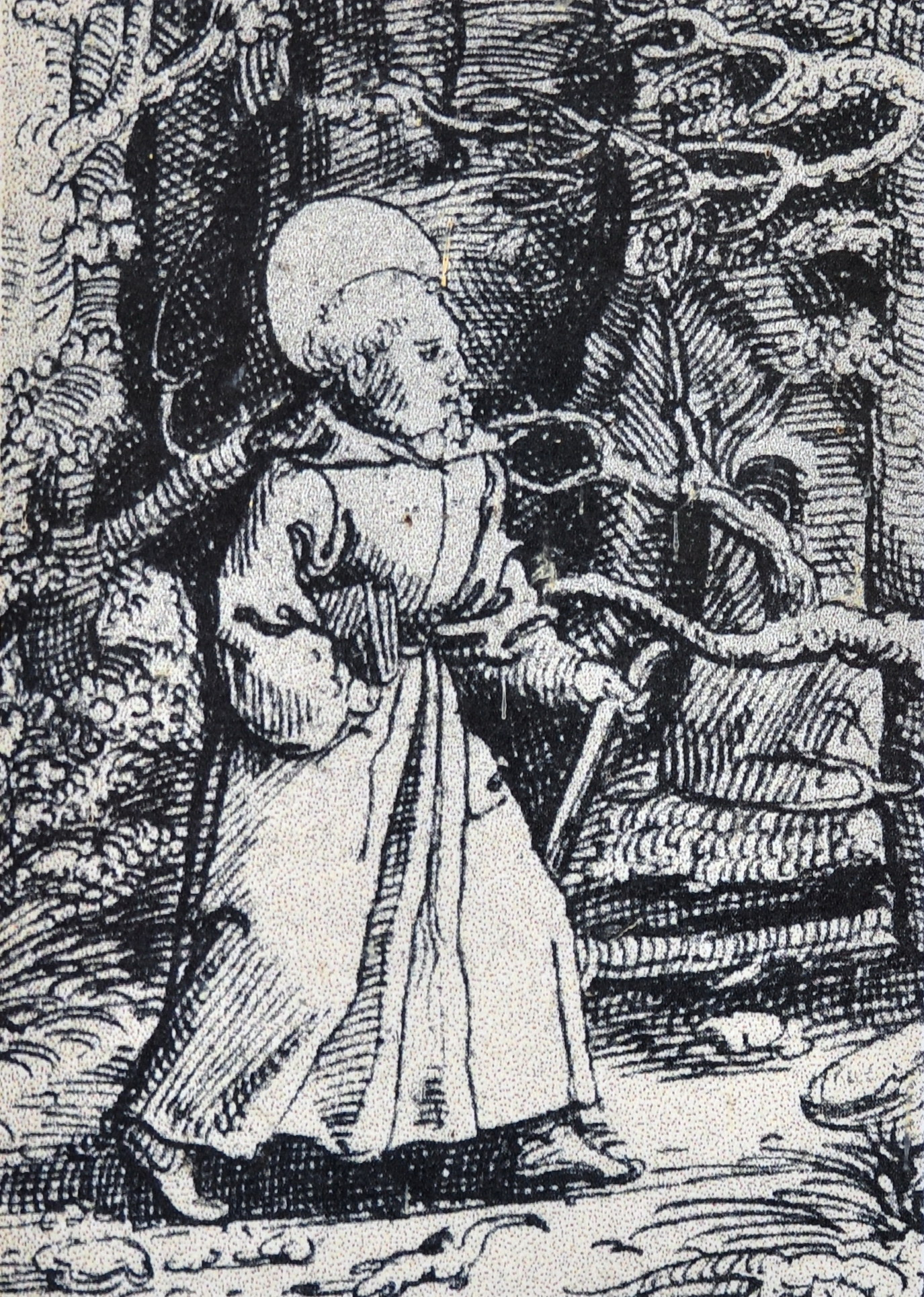
Sankt Meinrad auf einem Holzstich
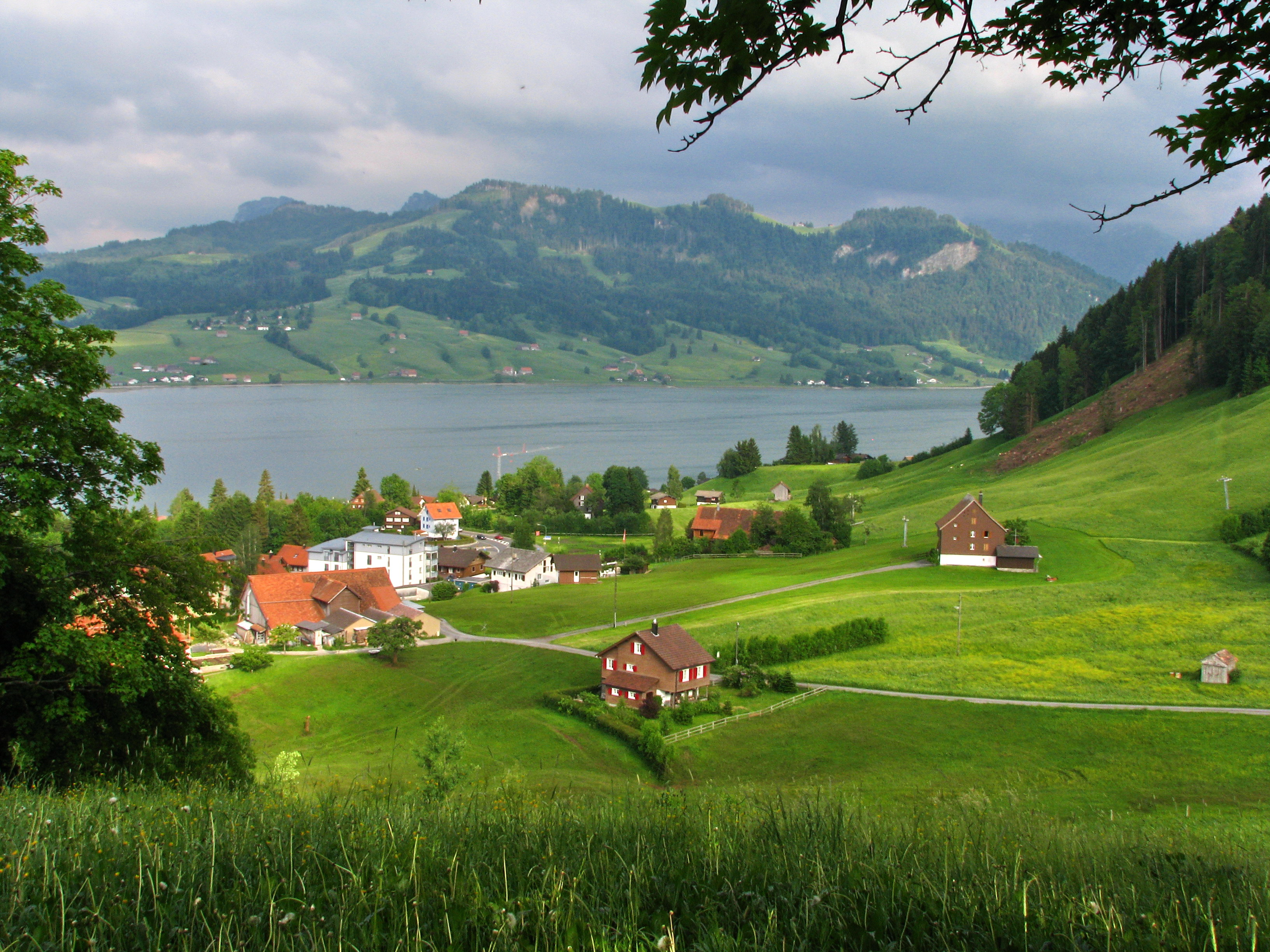
Aussichtspunkt Vogelherd mit Blick auf den Sihlsee (2009)
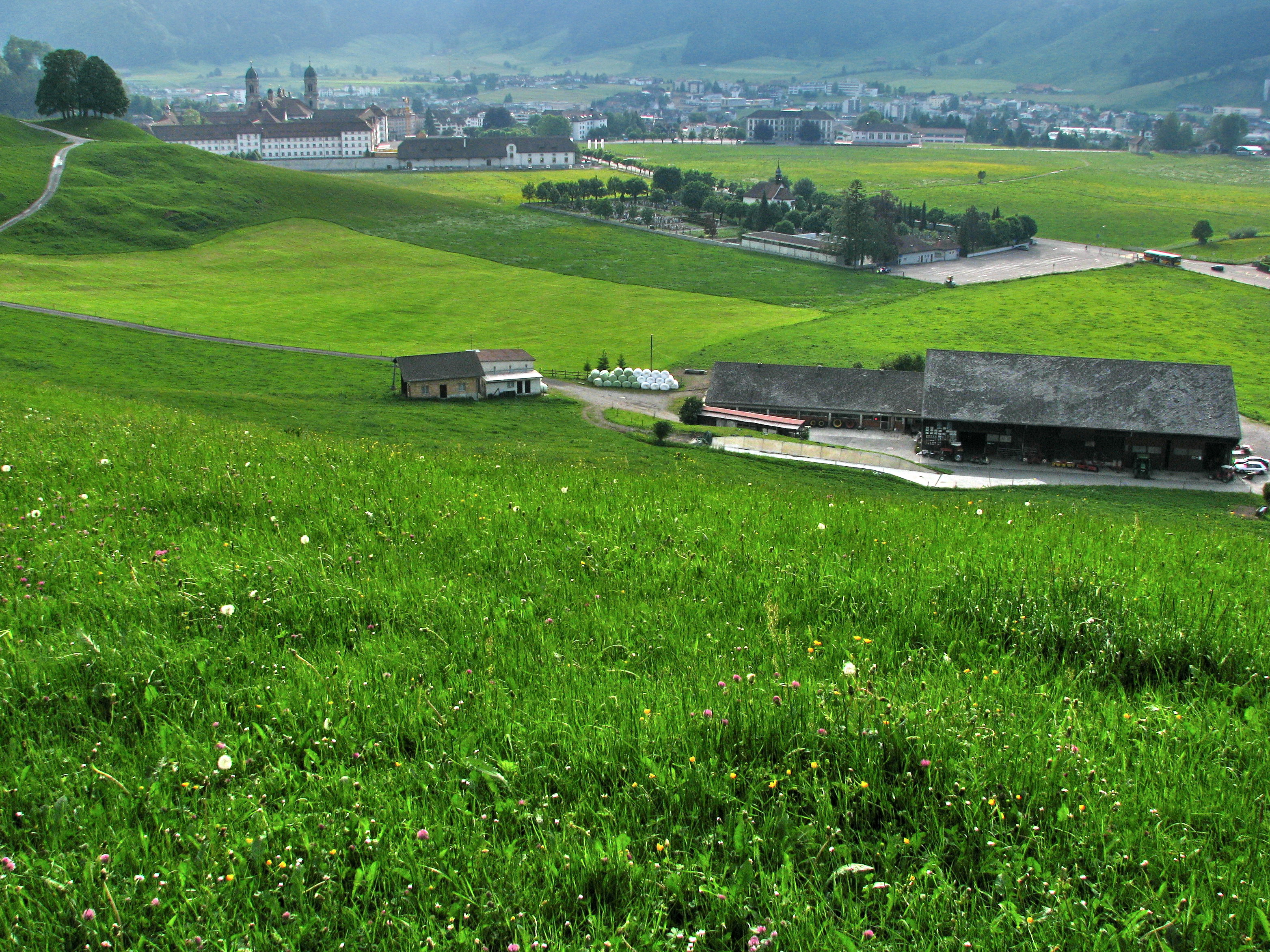
Ansicht von Nordosten auf Einsiedeln (2009)
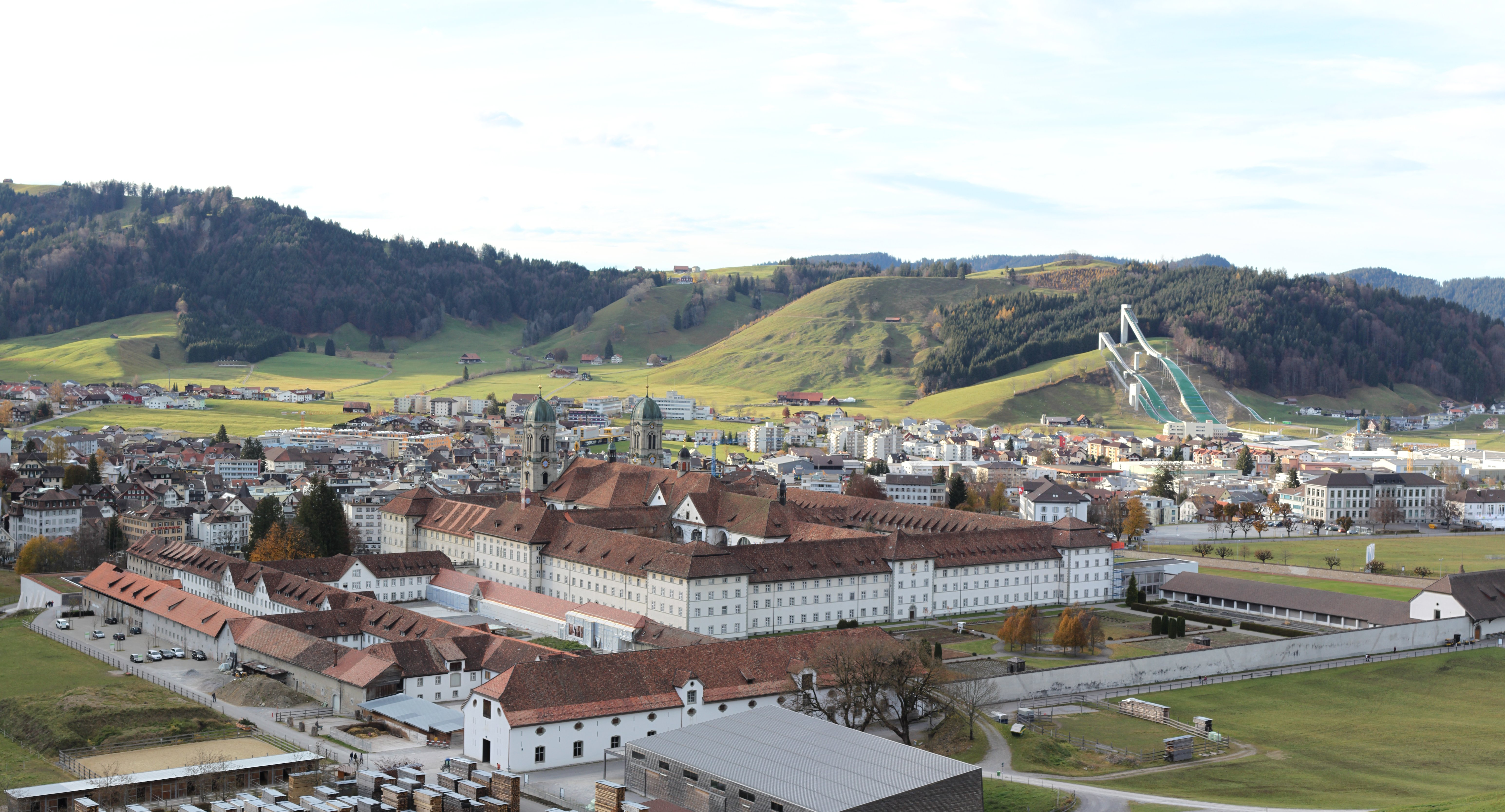
Kloster Einsiedeln und Dorf und Schanzen Einsiedeln
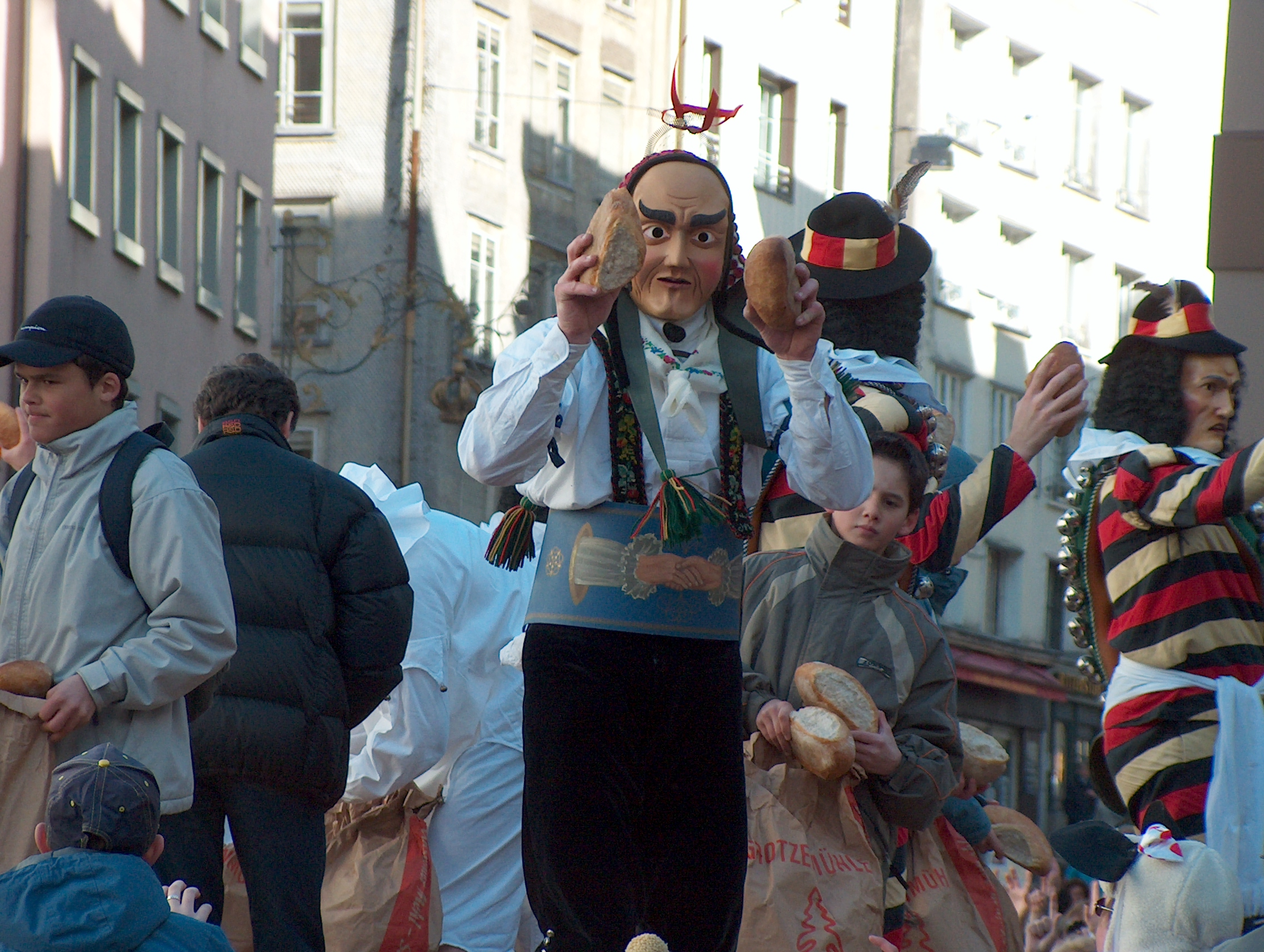
Johee beim Brotauswerfen in Einsiedeln

Schon vor rund 12'000 Jahren wurde das Hochtal von nomadisierenden Jägern besucht. Zahlreiche Funde aus der Steinzeit und aus der Bronzezeit wurden in den vergangenen Jahren aufgefunden. Doch bestanden damals vermutlich keine festen Siedlungen in dieser Gegend.
Der Wallfahrtsort Maria Einsiedeln (im Finstern Wald) ist eng mit dem Leben des heiligen Meinrad verbunden. Im Jahre 835 soll dieser an der Stelle, wo heute die Gnadenkapelle in der Klosterkirche steht, eine Klause und eine Kapelle errichtet haben, um in der Einsiedelei Gott zu dienen (daher der Ortsname Einsiedeln). Der Sage nach wurde Meinrad 861 von zwei Landstreichern erschlagen. Daraufhin sollen zwei Raben die Mörder verfolgt und vor Gericht geführt haben. Aus diesem Grund sind auf dem Einsiedler Wappen zwei Raben abgebildet.
250 Jahre lang dauerte der Marchstreit mit den Schwyzern, der zur Schlacht am Morgarten (1315) führte. Das Kloster verlor rund die Hälfte seiner Gebiete an die Schwyzer. Verschiedene Brände verwüsteten mehrmals Kloster und Dorf. 1798 plünderten die Franzosen das Kloster und zerstörten wertvolle Einrichtungen.
Die Gründung der Benediktinerabtei geht auf das Jahr 934 zurück. Aus der Anfangszeit der Abtei gibt es eine Vielzahl erhaltener und gut dokumentierter Neumenhandschriften, die eine grosse Bedeutung für die Restitution des gregorianischen Chorals haben (Codex Einsidlensis 121). 1065 begründeten zwölf Mönche aus Einsiedeln ein Filial-Kloster in Hirsau.
Das barocke Kloster entstand von 1674 bis 1735 in drei Etappen nach den Plänen von Caspar Moosbrugger. Die Fresken und die Stuckarbeit im Inneren sind das Werk der Brüder Asam. Das Deckenfresko ist das grösste der Schweiz.
Der Pilgerort liegt auf dem Jakobsweg und war in der Vergangenheit ein wichtiger Sammelort für die Pilger nach Santiago de Compostela. Der Jakobsweg erreicht Einsiedeln vom Zürcher Oberland her über den Etzelpass, wo sich auch die Kapelle St. Meinrad befindet. Die 1030 erbaute St. Gangulfskapelle kurz vor Einsiedeln liegt ebenfalls am Pilgerweg und ist das älteste erhaltene Gebäude im Hochtal.
Einsiedeln ist Heimatort verschiedener jenischer Familien. Die Behörden von Einsiedeln verweigerten jedoch die Zusammenarbeit mit dem Hilfswerk Kinder der Landstrasse, welches von 1926 bis 1973 jenischen Familien die Kinder raubte. Seit 1999 findet alljährlich auch eine Wallfahrt der Jenischen statt.

## Politik
Bei den Nationalratswahlen 2023 betrugen die Wähleranteile in Einsiedeln: SVP 36,49 % (+2,81), Mitte 18,50 % (−7,25), SP 14,85 % (+1,70), FDP 14,82 % (−5,01), glp 2,68 % (−1,88), Grüne 1,83 % (−0,73), EVP 0,41 % (−0,05).

## Tourismus
Einsiedeln ist nicht nur ein bekannter Wallfahrts-, sondern auch ein Wintersportort. Es bestehen sowohl dorfeigene Skilifte, die Langlaufloipe Schwedentritt und die nahe gelegenen alpinen Skisportorte Hoch-Ybrig und Brunni (Alpthal).
Die Einsiedler Skisprungschanzen wurden im Sommer 2005 fertiggestellt und am 12./13. August 2005 anlässlich des FIS Sommer Grand Prix Einsiedeln 2005 offiziell eingeweiht.
Der nahe Sihlsee, ein Stausee an der Sihl, lädt im Sommer zum Baden, Surfen oder Segeln ein, im Winter ist er oft auch für die Schlittschuhfahrer frei. Er liefert durch die Einsiedler «Etzelwerk AG» Strom für die Schweizerischen Bundesbahnen (SBB) und schützt das nahe, tiefer gelegene Zürich auch vor Hochwasser der Sihl, die früher mit der Schneeschmelze regelmässig die Zürcher Arbeiter- und Industriequartiere heimsuchten.
Das Diorama Bethlehem ist nach eigenen Angaben die grösste Weihnachtskrippe der Welt. Das Museum wurde 1954 eröffnet und zeigt 450 handgeschnitzte und orientalisch gekleidete Figuren auf 80 m² plastisch gestalteter Landschaft von Bethlehem. Die meisten Figuren stammen von dem Südtiroler Krippenschnitzer Ferdinand Pöttmesser.
Die Pilger finden heute nicht mehr so zahlreich wie in den vergangenen Jahrhunderten ins Klosterdorf. Damit verbunden ist eine Strukturbereinigung in der Hotellerie. Gleichzeitig erlebt Einsiedeln dank seiner meist nebelfreien Lage und der Voralpen-Landschaft einen Aufschwung mit dem Tagestourismus. Aufgrund der hohen Lebensqualität wächst die Einwohnerzahl derzeit weit schneller als im Landesdurchschnitt.

## Partnerschaften
Einsiedeln trat 2017 als siebtes Mitglied der Zusammenarbeit «Shrines of Europe» bei. Gegründet wurde die Partnerschaft 1996 mit sechs anderen Marienwallfahrtsorten:
- Altötting (Deutschland)
- Fátima (Portugal)
- Loreto (Italien)
- Lourdes (Frankreich)
- Mariazell (Österreich)
- Tschenstochau (Polen; poln. Częstochowa)

## Verkehr

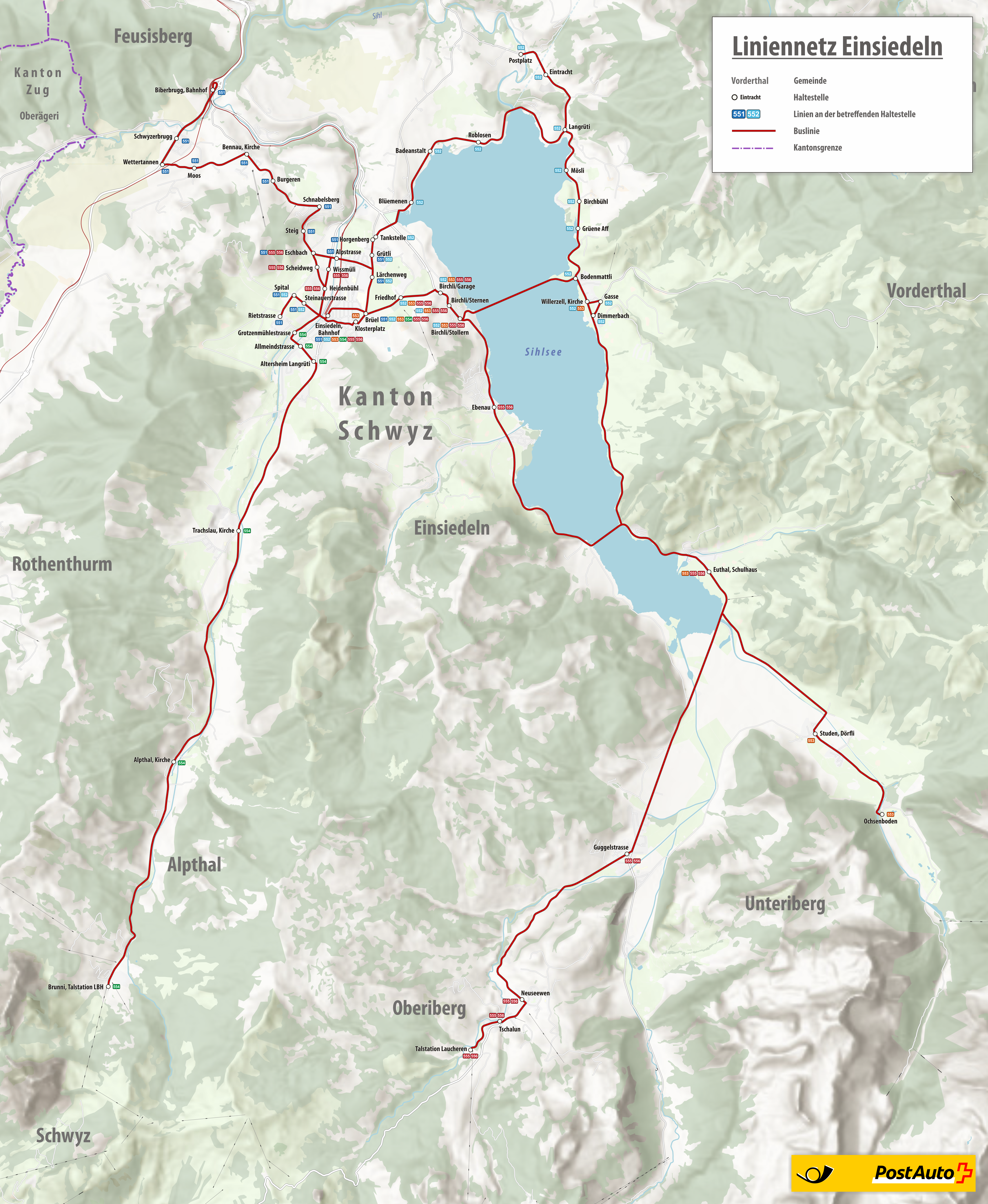
Verkehrsbetriebe Einsiedeln

Einsiedeln verfügt mit dem Bahnhof Einsiedeln über einen Kopfbahnhof der Schweizerischen Südostbahn (SOB) mitten im Dorfzentrum. Der Bahnhof befindet sich im Tarifverbund Schwyz und verfügt über vier Gleise. Der Bahnhof wird von der S-Bahn Zürich bedient mit den Linien S13 und S40. Beide Linien verkehren im Halbstundentakt. Zum Bahnhofsgebäude gehört ein Bahnreisezentrum der SOB, eine Post-Filiale und ein Migrolino. Mit der Neuplanung des Bahnhof Einsiedeln soll nicht nur der Bushof umgebaut und erweitert werden, sondern auch attraktive Wohnungen entstehen. In Biberbrugg hat man einen Anschluss auf den Voralpenexpress, die S31 und Busse in den Kantonshauptort Schwyz. Weiter verkehren Postautos vom Bahnhof in Richtung Brunni, Ober- und Unteriberg, Willerzell, Egg, Studen, Bennau und Biberbrugg (Ortschaften des Bezirks), und im Dorf verkehrt der Ortsbus Einsiedeln.

## Kultur
Alle paar Jahre findet vor der Klosterfassade ein Freilichttheater statt. Dieses wird organisiert von der Welttheater-Gesellschaft Einsiedeln. Von 1924 bis 1992 wurde das «Grosse Welttheater» von Pedro Calderón de la Barca aufgeführt, seit 2000 werden zeitgenössische Autoren damit beauftragt, ein «Einsiedler Welttheater» zu verfassen: 2000 und 2007 wurden Versionen von Thomas Hürlimann, 2013 ein Stück von Tim Krohn gespielt. Für 2024 ist die Aufführung eines neuen Stücks von Lukas Bärfuss vorgesehen.
Neben der Klosterbibliothek wurde auf Initiative von Werner Oechslin durch den Architekten Mario Botta eine neue Bibliothek errichtet, die sich ausschliesslich mit Architektur beschäftigt – getragen von der Stiftung Bibliothek Werner Oechslin.
Bekannt ist auch die Fasnacht, welche tief verwurzelt ist und ihren Ursprung im alemannischen Brauchtum hat. Gleichzeitig sind aber auch Einflüsse aus dem Tirol und aus Venedig spürbar. Traditionelle Höhepunkte sind der Sühudiumzug und der Fasnachtsumzug vom «Güdelmäntig» (Rosenmontag) sowie das seit weit über hundert Jahren am «Güdelzischtig» (Dienstag nach Rosenmontag) stattfindende Brotauswerfen. Neben dem Einsiedler Tüüfel sind auch der Johee, der Mummerie, der Hörelibajass, der Ustrichler (vgl. Trycheln), das Domino und das Sühudi über lange Zeit nachweisbar.
Das Vereins- und Brauchtumsleben ist in Einsiedeln sehr ausgeprägt. Es gibt weit mehr als 100 Vereine, vom Schützenverein über Musikvereine, Gewerbevereine bis zu verschiedenen Sportvereinen. Überregional bekannt sind vor allem der Volleyballclub Einsiedeln, dessen Herren-Team 2013/2014 erstmals in der Nationalliga A spielte. Dazu kommen die Ringerriege Einsiedeln, langjähriger NLB-Verein im mehrmaligen Kampf um den Aufstieg in die NLA, und der Handballclub Einsiedeln, dessen Herren 1 in der Saison 2013/2014 erstmals in der 1. Liga spielten.

## Persönlichkeiten
- Meinrad von Einsiedeln (um 797–861), Einsiedler und Heiliger der katholischen Kirche (Patron von Einsiedeln)
- Huldrych Zwingli (1484–1531), Reformator, Pfarrer und Pilgerbetreuer in Einsiedeln von 1516 bis 1519
- Theophrast von Hohenheim (1493–1541), Paracelsus, Arzt und Alchemist
- Augustin Hofmann (1556–1629), Benediktinerpater und Fürstabt von Einsiedeln, geboren in Einsiedeln
- Plazidus Reimann (1594–1670), der 40. Abt von Einsiedeln
- Cäcilia Ochsner (1603–1659), Benediktinerin
- Meinrad Guggenbichler (1649–1723), Barockbildhauer
- Franz Xaver Schönbächler (1719–?), Kupferstecher
- Johann Baptist Carl Benziger (1719–1802), Gründer der gleichnamigen Graphischen Betriebe (Verlag, Druckerei, Buchhandel)
- Bonaventura II. Lacher (1738–1789), Abt des Klosters Rheinau 1775–1789
- Marian Herzog (1758–1828), Benediktinerpater, Pfarrer von Einsiedeln
- Ildephons Fuchs (1765–1823), römisch-katholischer Geistlicher und Historiker
- Paolo Ghiringhelli (1778–1861), Benediktiner, Publizist und Statthalter
- Joseph Nicholas Adelrich Benziger (1837–1878), Verleger und Schweizer Konsul in Cincinnati
- Albert Kuhn (1839–1929), Kunsthistoriker, Kapitular des Stiftes Maria-Einsiedeln und Professor für Kunstgeschichte, wirkte und starb in Einsiedeln
- Alois Benziger (eigentlich Adelrich Benziger) (1864–1942), Erzbischof in Kerala, Indien
- Meinrad Lienert (1865–1933), Mundartschriftsteller
- Karl Kälin (1870–1950), Jesuit und Schriftsteller
- Hermann Beul (1878–1918), Kunstmaler
- Pater Bernard Flüeler (1882–1958), Maler, Grafiker, Kunsthandwerker, Kustos und Kunstpädagoge
- Oskar Eberle (1902–1956), Regisseur «Das grosse Welttheater» in den Jahren 1935, 1937 und 1950
- Viktor Schönbächler (1913–1996), Abt von Disentis
- Artur Beul (1915–2010), Liederkomponist
- Josef Richard Kaelin (1918–1993), Erfinder, Filmproduzent und Künstler
- Martin Beeler (1920–2008), Kapellmeister
- Joachim Salzgeber (1926–2012), Benediktinerbruder und Autor zahlreicher Werke
- Karl Hensler (1929–2021), Sammler und Lokalhistoriker
- Daniel Keel (1930–2011), Verleger
- Richard Schönbächler (* 1933), Regisseur, Unternehmer, Geschichtenerzähler[15]
- Anton von Euw (1934–2009), Kunsthistoriker
- Erich Schönbächler (1935–2022), Biathlet
- Lee Scratch Perry (1936–2021), Musikproduzent aus Jamaika
- Othmar Keel (* 1937), römisch-katholischer Theologe
- Alois Wisel Kälin (* 1939), Langläufer
- Karl Saurer (1943–2020), Filmregisseur
- Sepp Zehnder (* 1944), Skispringer
- Werner Oechslin (* 1944), Architekturhistoriker, Kunsthistoriker und Autor
- Tatjana Hauptmann (* 1950), deutsche Illustratorin und Autorin
- Alois Gmür (* 1955), Nationalrat
- Urs Kälin (* 1966), Skirennfahrer
- Urs Aeberhard (* 1971), ehemaliger Bobsportler
- Josef Zehnder (* 1974), Skispringer
- Marcel Fässler (* 1976), DTM-Rennfahrer
- Andreas Küttel (* 1979), Skispringer
- Alice Weidel (* 1979), deutsche Ökonomin und Politikerin (AfD), MdB
- David Gesslbauer (* 1991), Filmeditor und Regisseur
- Amy Baserga (* 2000), Biathletin
- Samuel Zehnder (* 2000), Handballspieler
- Remo Imhof (* 2003), Skispringer
- Yanick Wasser (* 2004), Skispringer

## Demografische Entwicklung
| Die zur Anzeige dieser Grafik verwendete Erweiterung wurde dauerhaft deaktiviert. Wir arbeiten aktuell daran, diese und weitere betroffene Grafiken auf ein neues Format umzustellen. (Mehr dazu) |

Die Einwohnerzahl von Einsiedeln betrug im Jahr 1970 etwas über 10'000 Einwohner (10'020). Von 1980 bis zum heutigen Zeitpunkt stieg die Einwohnerzahl danach auf über 15'000 an. Diese Entwicklung dürfte vor allem auf Zuzüger der Grossregion Zürich zurückzuführen sein, da lange Zeit die Wohnungsmieten und die Landpreise verhältnismässig günstig waren. Aufgrund des stark positiven Wanderungssaldos stiegen diese in den letzten Jahren jedoch ebenso an.